# زاراگوزیک اسید
زاراگوزیک اسید (به انگلیسی: Zaragozic acid) با فرمول شیمیایی C35H46O14 یک ترکیب شیمیایی با شناسه پاب‌کم 5569 است. که جرم مولی آن ۶۹۰٫۷۳۱۳۴ گرم بر مول می‌باشد. 